# Clavus flammulatus
Clavus flammulatus is een slakkensoort uit de familie van de Drilliidae. De wetenschappelijke naam van de soort is voor het eerst geldig gepubliceerd in 1810 door Montfort.